# RPX
| Sigles de 2 caractères   |
| ► Sigles de 3 caractères |
| Sigles de 4 caractères   |
| Sigles de 5 caractères   |
| Sigles de 6 caractères   |
| Sigles de 7 caractères   |
| Sigles de 8 caractères   |

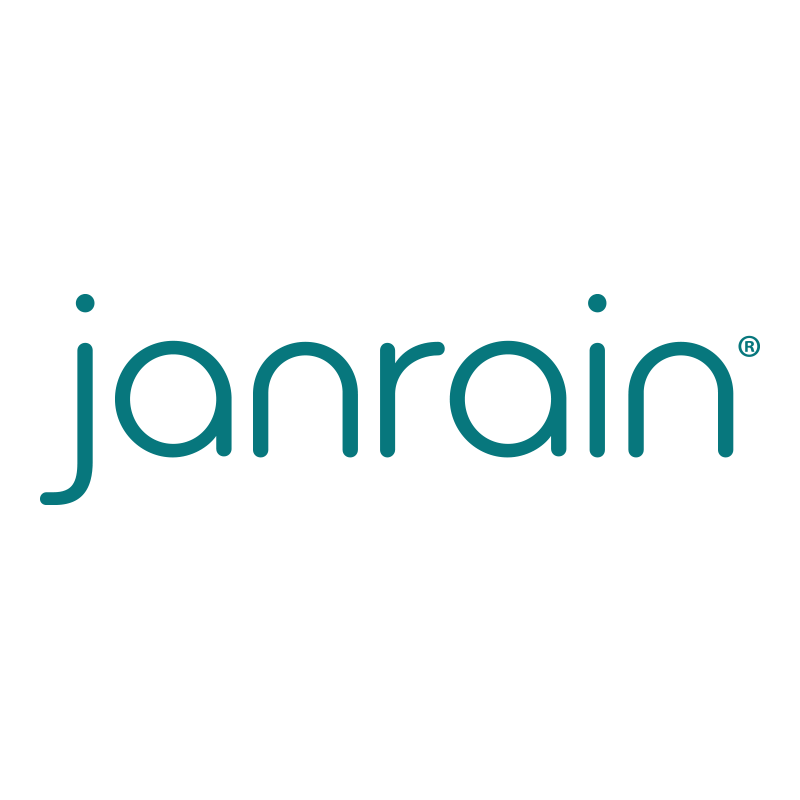
Logo de w:Janrain

RPX est un service d'authentification décentralisé implémentant l'authentification unique (Single Sign-On). Le but est de permettre à un utilisateur de ne s'authentifier qu'une fois pour accéder à plusieurs applications informatiques différentes.
De nombreux systèmes similaires occupent déjà le marché, par exemple Facebook Connect, Google Connect, LiveId, Yahoo Connect, OAuth, MySpaceId, OpenID, etc. Toutefois, RPX a l'avantage d'être compatible avec la plupart de ces technologies, et de jeter des ponts entre celles-ci.
RPX a changé de nom en mai 2010 pour s'appeler Janrain Engage.